# 田原史起
田原 史起（たはら ふみき、1967年4月 - ）は、日本の歴史学者・社会学者。専門は中国社会論。学位は、博士（社会学）（1998年）。東京大学大学院総合文化研究科教授。歴史学及び社会学の方法論を用いて中国社会の研究を行う。日本現代中国学会理事等も務めた。アジア・太平洋賞大賞受賞。広島県出身。

## 略歴
- 1986年 - 広島大学附属福山高等学校卒業[1]
- 1992年 - 一橋大学社会学部卒業[1]
- 1994年 - 東京大学大学院総合文化研究科修士課程修了[1]、一橋大学大学院入学、如水会奨学金制度により中国南開大学歴史系留学
- 1998年 - 一橋大学大学院社会学研究科博士課程修了[1]、博士（社会学）、指導教官三谷孝[2]
- 1998年 - 新潟産業大学人文学部専任講師[1]
- 2000年 - 東京大学大学院総合文化研究科専任講師[1]
- 2002年 - 同助教授[1]
- 2007年 - 同准教授[1]
- 2020年 - アジア・太平洋賞大賞受賞[3]
- 2021年 - 東京大学大学院総合文化研究科教授[1]

## 著書
- 『現代中国農村における権力と支配』（現代中国研究叢書）アジア政経学会, 1999.3.
- 『中国農村の権力構造』御茶の水書房, 2004.3
- 『二十世紀中国の革命と農村』（世界史リブレット）山川出版社, 2008.4.
- 『草の根の中国 村落ガバナンスと資源循環』東京大学出版会, 2019.8
- 『中国農村の現在 「14億分の10億」のリアル』中公新書, 2024.2